# Canada (Epcot)
Pour les articles homonymes, voir Canada (homonymie).

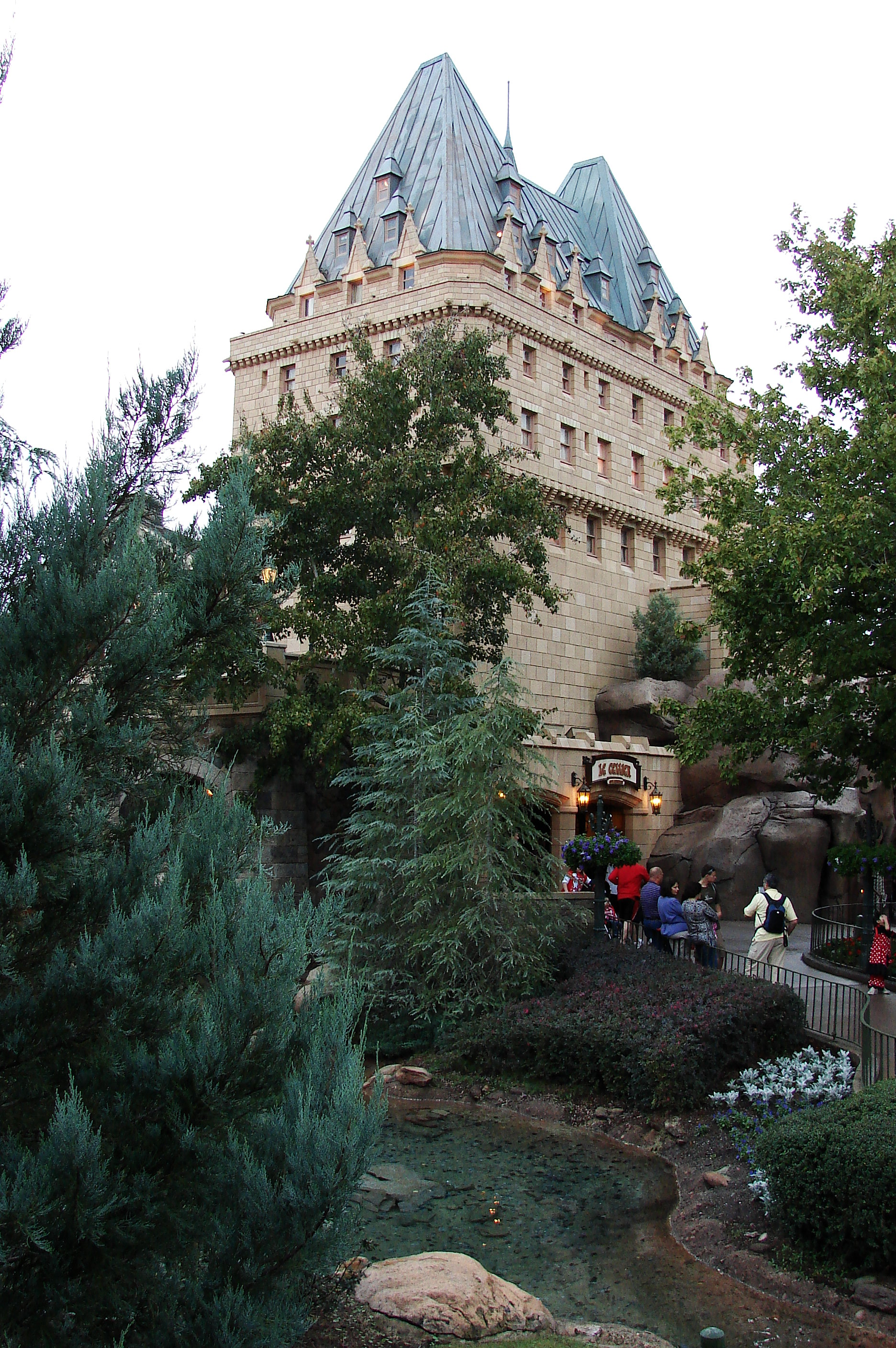
l'« Hôtel du Canada » inspiré par le Château Laurier.

Le pavillon du Canada fait partie du World Showcase dans le parc à thème Epcot de Walt Disney World Resort situé à Orlando dans l'État de Floride aux États-Unis.
Le pavillon du Canada évoque les grands espaces du territoire canadien. L'entrée du pavillon est marquée par des constructions en bois et un totem évoquant les populations amérindiennes tels que les Hurons. Le totem est ajouté à la suite de la visite d'un sculpteur canadien David Boxley en 1998, qui le sculpta chez lui et en fit ensuite don au parc.
Derrière s'élève l'« Hôtel du Canada », une réplique du Château Laurier à Ottawa. Cet édifice utilise la perspective forcée afin que le bâtiment réel, de 3-4 étages semble en faire 6-7, afin de « renforcer son côté noble et majestueux », pour cela les architectes ont réduit la taille des fenêtres et autres éléments au fur et à mesure de leur élévation. Le château héberge le restaurant Le Cellier qui est une cafétéria jusqu'en juillet 1997 avant de devenir un steakhouse.
En dessous du château sur la gauche, un bâtiment d'architecture côtière du XVIIIe siècle contient deux boutiques
- La Boutique des Provinces' proposant des bijoux, des céramiques et des reproductions d'œuvres évoquant l'influence française au Canada.
- Trading Post and Northwest Mercantile' évoque le côté naturel et sauvage du Canada avec des articles de bûcherons ou le sirop d'érable.

Derrière le château une « montagne » a été construite ; elle accueille, après avoir traversé une mine, l'attraction O Canada!.
Une cascade de 9 m descend de la montagne évoquant les Rocheuses, poursuit sa route dans un canyon avant de se jeter dans un bassin avec des fontaines entouré par des jardins nommés Victoria Gardens et qui s'inspirent des Butchart Gardens, près de Victoria en Colombie-Britannique,.